# 張弧

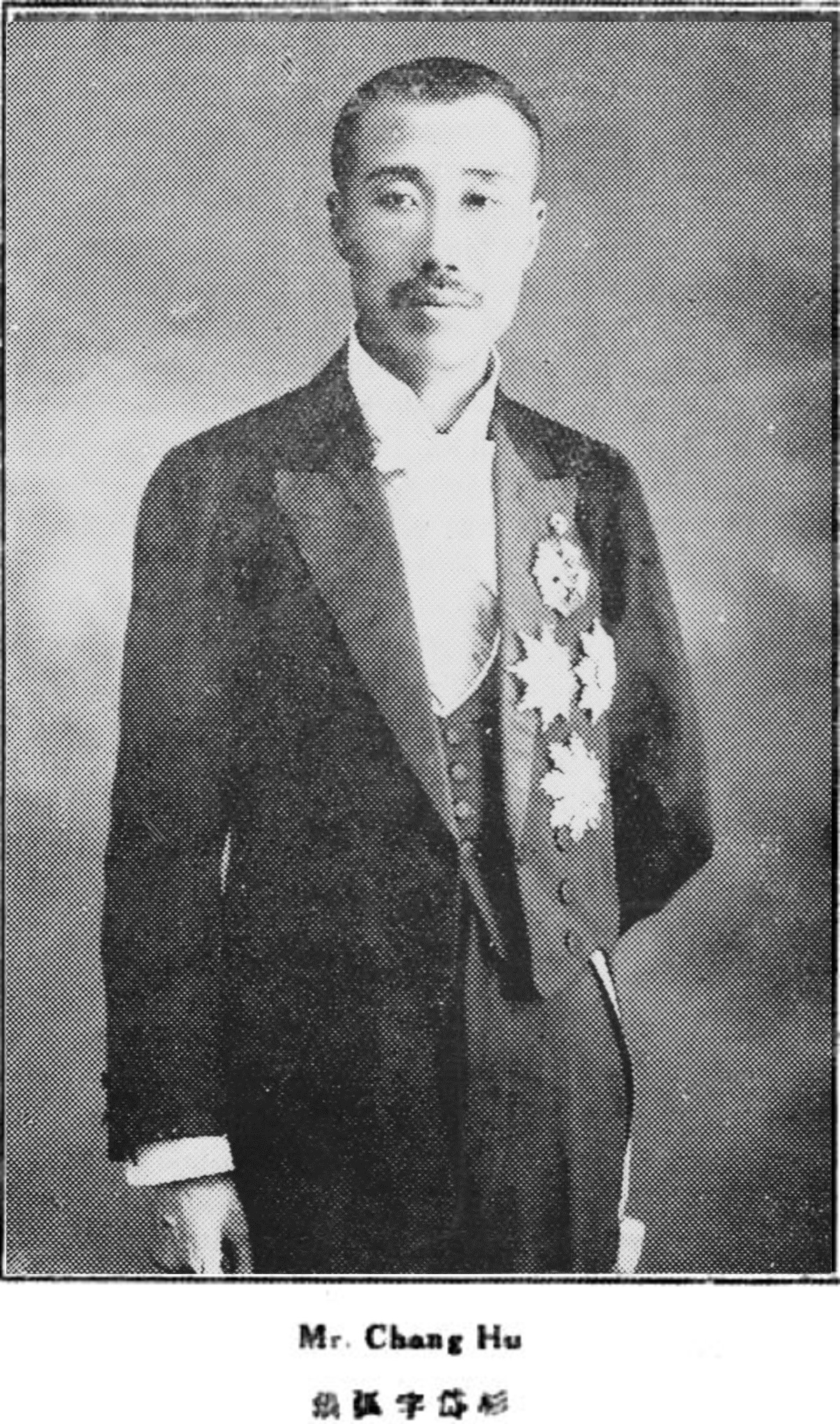

張弧（1875年9月10日—1937年12月12日）原名毓源，字岱杉、戴三，别号超觀。浙江省紹興府萧山县人，清朝及中华民国政治人物。

## 生平
張弧祖籍河南省開封府，生于浙江省紹興府萧山县。他是1904年（光緒30年）壬寅科举人。此後，他在福建省任官，官至福建学務处总办、警察学堂監督。因不受闽浙总督松寿任用，張弧转赴東三省，在吉林省、奉天省从事盐務工作。
中華民国成立後，他加入統一党。1912年（民国元年）5月，他就任長蘆盐運使。袁世凱就任臨時大总統后，張弧转任两淮盐運使。翌年7月，他就任北京政府財政部盐務籌備处处長兼盐政改良会会長。9月，他升任財政部次長兼盐務署署長。1915年（民国4年）6月，他被免職，翌年4月至7月復任。
此後，他曾任僑工事務局局長。1920年（民国9年）8月，他被任命为幣制局总裁。翌年12月，梁士詒内閣成立，張弧任財政总長，兼任盐務署署長、幣制局总裁。后来他在顏惠慶臨時內閣中继续任財政总長。1922年（民国11年）3月，他请假，事实上辞职。1923年（民国12年）8月，他在高凌霨摄政内阁中继王克敏之後署理財政总長。此后在高凌霨臨時內閣中，他继续任该职，因苦于应对「金佛郎案」，于11月辞職。
北京政府倒台後，張弧在大連居住。1935年（民国24年）12月，他被冀察政務委員会委員長宋哲元聘为顧問。
1937年（民国26年）12月12日，他在天津病逝。享年63岁（满62歳）。